# Craig Burley
Craig William Burley (ur. 24 kwietnia 1971 w Ayr), piłkarz szkocki grający na pozycji ofensywnego pomocnika. Jest bratankiem George'a Burleya, selekcjonera reprezentacji Szkocji.

## Kariera klubowa
Burley urodził się w szkockim mieście Ayr. Karierę piłkarską rozpoczął jednak w londyńskim Chelsea F.C. 20 kwietnia 1991 roku zadebiutował w jej barwach w lidze angielskiej, w przegranym aż 0:7 wyjazdowym meczu z Nottingham Forest. Pierwsze trzy sezony spędzone w zespole „The Blues” nie były dla niego udane i u kolejnych menedżerów Bobby'ego Campbella, Iana Porterfielda i Davida Webba rozegrał zaledwie 12 meczów. Gdy nowym menedżerem zespołu został Glenn Hoddle, Craig coraz częściej występował na boiskach Premier League. W sezonie 1996/1997 dotarł z „The Blues” do finału Pucharu Anglii, a Chelsea pokonała w nim 2:0 Middlesbrough F.C. Był to także ostatni sezon dla Szkota na Stamford Bridge. W barwach Chelsea rozegrał 114 spotkań i zdobył 7 goli.
24 lipca 1997 roku Burley przeszedł do Celtic F.C. Suma transferu wyniosła 2,5 miliona funtów, a on sam stał się pierwszym transferem nowego menedżera klubu, Wima Jansena. W nowej drużynie swój pierwszy mecz rozegrał 3 sierpnia przeciwko Hibernian F.C., przegrany przez klub z Glasgow 1:2. W Celticu grał w podstawowym składzie, a w sezonie 1997/1998 wywalczył tytuł mistrza Szkocji. Zdobył 10 bramek, a za postawę w lidze dziennikarze wybrali go Piłkarzem Roku w Szkocji. Z „The Bhoys” zdobył także Puchar Ligi Szkockiej. Rok później został z Celtikiem wicemistrzem kraju.
2 grudnia 1999 roku Burley zmienił barwy klubowe i powrócił do Premiership. Został zawodnikiem Derby County, które zapłaciło za niego 3 miliony funtów. 5 września rozegrał swój pierwszy mecz dla "The Rams", którzy przegrali 0:1 na wyjeździe z Leeds United. W Derby grał w podstawowym składzie jednak w 2001 roku w meczu z Newcastle United doznał ciężkiej kontuzji i do gry wrócił dopiero w sezonie 2002/2003, a Derby międzyczasie spadło do Division One. Z czasem stracił miejsce w składzie drużyny prowadzonej przez Johna Gregory'ego i latem 2003 odszedł z zespołu.
Craig przeszedł do Preston North End, ale po rozegraniu 4 meczów wrócił do Szkocji. Przez krótki czas występował w Dundee F.C., ale jeszcze w tym samym sezonie występował w Walsall F.C., a w 2004 roku zakończył piłkarską karierę.
| Sezon   | Klub              | Kraj    | Rozgrywki      | Mecze | Bramki |
| ------- | ----------------- | ------- | -------------- | ----- | ------ |
| 1990/91 | Chelsea F.C.      | Anglia  | Division One   | 1     | 0      |
| 1991/92 | Chelsea F.C.      | Anglia  | Division One   | 8     | 0      |
| 1992/93 | Chelsea F.C.      | Anglia  | Premier League | 3     | 0      |
| 1993/94 | Chelsea F.C.      | Anglia  | Premier League | 23    | 3      |
| 1994/95 | Chelsea F.C.      | Anglia  | Premier League | 25    | 2      |
| 1995/96 | Chelsea F.C.      | Anglia  | Premier League | 22    | 0      |
| 1996/97 | Chelsea F.C.      | Anglia  | Premier League | 31    | 2      |
| 1997/98 | Celtic F.C.       | Szkocja | Premier League | 35    | 10     |
| 1998/99 | Celtic F.C.       | Szkocja | Premier League | 21    | 9      |
| 1999/00 | Celtic F.C.       | Szkocja | Premier League | 7     | 1      |
| 1999/00 | Derby County      | Anglia  | Premier League | 18    | 5      |
| 2000/01 | Derby County      | Anglia  | Premier League | 24    | 2      |
| 2001/02 | Derby County      | Anglia  | Premier League | 11    | 0      |
| 2002/03 | Derby County      | Anglia  | Division One   | 20    | 3      |
| 2003/04 | Preston North End | Anglia  | Division One   | 4     | 0      |
| 2003/04 | Dundee F.C.       | Szkocja | Premier League | 2     | 0      |
| 2003/04 | Walsall F.C.      | Anglia  | Division One   | 5     | 0      |

## Kariera reprezentacyjna
W reprezentacji Szkocji Burley zadebiutował 21 maja 1995 roku w zremisowanym 0:0 spotkaniu Kirin Cup z Japonią. W 1996 roku znalazł się w kadrze Szkotów na Euro 96, na którym zagrał we wszystkich meczach Szkotów: z Holandią (0:0), z Anglią (0:2) i ze Szwajcarią (1:0). W 1998 roku został powołany przez Craiga Browna do kadry na Mundial we Francji i podobnie jak na turnieju w Anglii przed dwoma laty także zagrał we wszystkich trzech spotkaniach grupowych: przegranym 1:2 z Brazylią, zremisowanym 1:1 z Norwegią (zdobył gola w 66. minucie spotkania) i przegranym 0:3 z Marokiem (w 53. minucie otrzymał czerwoną kartkę). Ostatni mecz w drużynie narodowej rozegrał w kwietniu 2003 przeciwko Austrii (0:2). Łącznie zagrał w niej 46 razy i zdobył 3 gole.